# Ottone II di Ravensberg
Ottone II di Calvelage in tedesco: Otto II. (Ravensberg) (fine secolo XII – 1º aprile 1244), fu conte di Ravensberg dal 1221 alla sua morte.

## Origine
Ottone, secondo il Zeitschrift für vaterländische Geschichte und Altertumskunde, Volume 1, era il figlio maschio primogenito del conte di Ravensberg, Ermanno II e della moglie Giuditta di Turingia, figlia di Ludovico II, langravio di Turingia e della moglie, Giuditta "Jutta" di Svevia, sorellastra dell'imperatore Federico I Barbarossa, come confermato dalla Historia Brevis Principum Thuringiæ.
Ermanno II di Ravensberg, secondo il Zeitschrift für vaterländische Geschichte und Altertumskunde, Volume 1, era l'unico figlio del conte di Ravensberg, Ottone I e della moglie, Uda (o Oda)., di cui non si conoscono gli ascendenti.

## Biografia
Ottone lo troviamo citato nel 1202; secondo gli Annales Stadenses, suo padre, Ermanno II, ed Ottone combatterono contro Simone conte di Tecklenburg, che perse la vita; ma Ermanno ed Ottone furono fatti prigionieri. Dovettero riconoscere i Tecklenburg come signori feudali per parti della loro proprietà. L'arcivescovo di Colonia, Adolfo di Altena, fu mediatore nella riconciliazione tra le due parti.
Suo padre, Ermanno II, morì nel 1221; secondo il Necrologium Marienfeldense del Denkmäler alter Sprache und Kunst, Volume 2 morì il 25 gennaio assieme alla sua seconda moglie (Hermannus de Ravensberge et Adelheidis uxor eius).
Gli succedette il figlio primogenito, Ottone, come Ottone II.
Dopo la morte del padre, Ottone II dovette dividere il feudo col fratello Ludovico; nel 1226, i due fratelli si accordarono con la mediazione del vescovo di Paderborn: Ludovico ottenne il castello di Ravensberg, Bielefeld, Vogtei e altri possedimenti, mentre Ottone ottenne la maggior parte della proprietà con i castelli Vlotho e Vechta. Dopo la divisione della proprietà Ludovico fu conte di Ravensberg-Bielefeld, mentre Ottone fu conte di Vlotho, ed inoltre la proprietà di famiglia poteva essere venduta solo con il consenso dell'altro fratello.

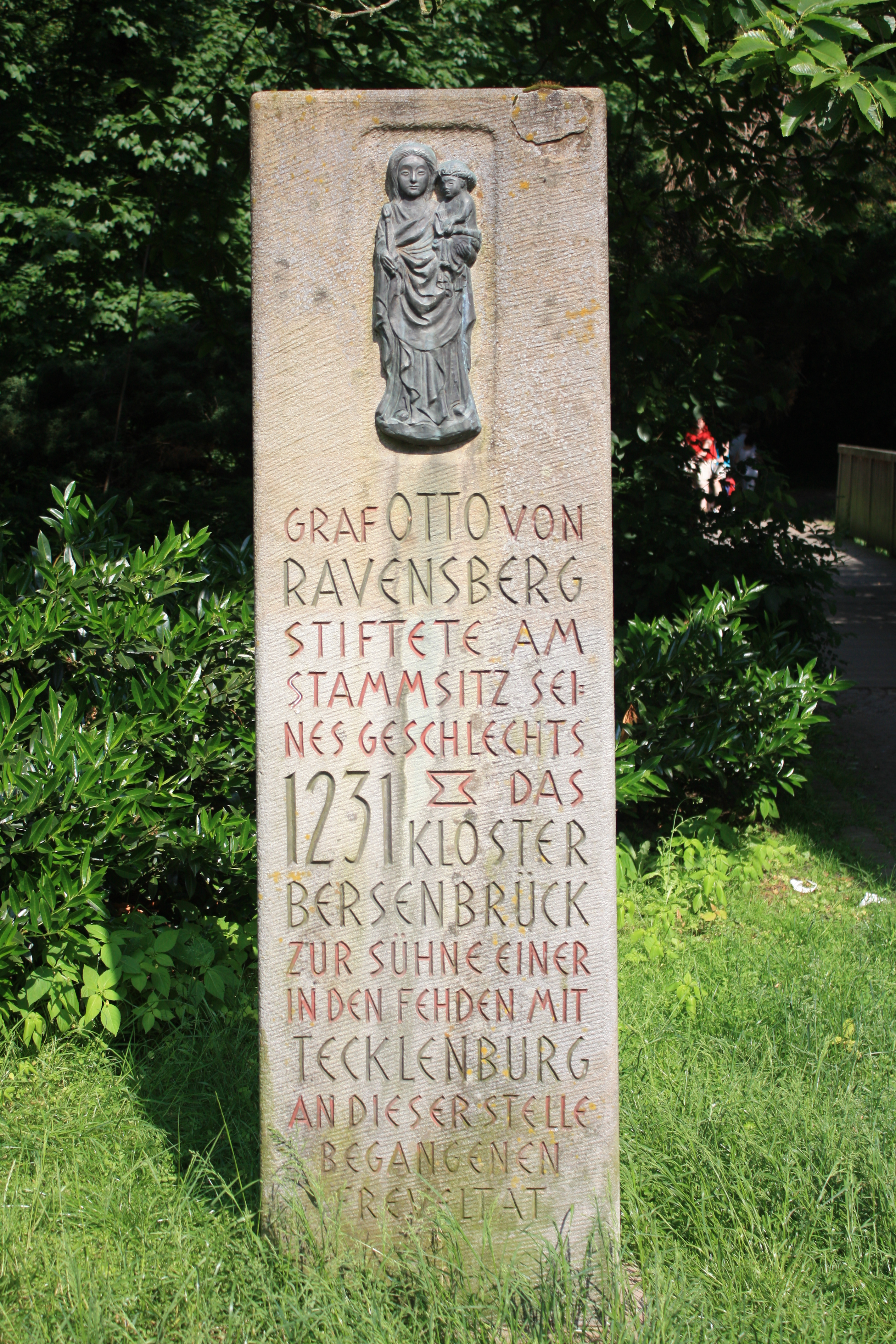
Lapide commemorativa della fondazione, nel 1231, del monastero di Bersenbrück

Secondo le Europäische Stammtafeln (non consultate), Ottone nel 1231, fondò il monastero di Bersenbrück.
Nel 1232 Ottone a Worms, prese parte al Reichstag del re dei Romani, Enrico VII, alla presenza dell'imperatore Federico II di Svevia.
Il documento n° 499 del Westfälisches Urkunden-Buch: Fortsetzung von Erhards Regesta historiae Westfaliae riporta una conferma fatta da Ottone (Otto Dei gratia comes de Ravensberg) alla chiesa di Flasheim (Haltern am See), testimoni il fratello Ludovico (Ludewicus comes frater noster) e la moglie Sofia (Sophia cometissa uxor nostra).
Nel 1242, secondo il documento n° XXIV del Diplomatische Geschichte der alten Grafen von Ravensberg, Ottone e la moglie Sofia (Otto permissione divina comes, Sophia comitissa de Ravensberg) fecero una donazione al monastero di Bersenbrück.
Ottone morì nel 1244 ed il fratello, Ludovico, rimase unico conte.
Ottone fu sepolto nell'abbazia di Bersenbrück, come da documento n° XXVIII del Codex diplomatum Benthemiensi.

## Matrimonio e figli
Ottone sposò Sofia di Oldenburg-Wildeshausen, figlia di Burcardo, conte di Schaumburg e della moglie, Cunegonda, di cui non si conoscono gli ascendenti; il matrimonio di Ottone e Sofia viene confermato dal documento n° 499 del Westfälisches Urkunden-Buch: Fortsetzung von Erhards Regesta historiae Westfaliae e dal documento n° XXIV del Diplomatische Geschichte der alten Grafen von Ravensberg; ancora due documenti del Codex diplomatum Benthemiensi ci confermano che Sofia rimase vedova di Ottone: il n° XXVI, datato 1246, inerente ad una donazione per l'anima di Ottone (comitis Ottonis de Ravensberge amicissimi nostri, Sophia comitissa relicta ipsius et filia eius Jutta uxor Henrici filii nostri), e il n° XXVIII, datato 1248, inerente ad una donazione della stessa Sofia, con la figlia Giuditta (Sophia Dei gratia Jutta ipsius filia comitissa de Vechta), all'abbazia di Bersenbrück, per la tumulazione di Ottone.
Ottone da Sofia ebbe due figli:
- Ermanno († prima del 1242);
- Giuditta († dopo il 1302), che sposò, in prime nozze, il conte Enrico di Tecklenburg[14], e, in seconde nozze, Waleramo III signore di Montjoie, come da documento n° 381 del Urkundenbuch für die Geschichte des Niederrheins, Volume 2[16].

### Fonti primarie
- (LA)  Regesta Historiae Westfaliae.
- (LA)  Monumenta Germaniae Historica, Scriptores, Tomus XXIV .
- (LA)  Monumenta Germaniae Historica, Scriptores, Tomus XVI .
- (LA)  #ES Denkmäler alter Sprache und Kunst, Volume 2.
- (LA)  Westfälisches Urkunden-Buch: Fortsetzung von Erhards Regesta historiae Westfaliae .
- (LA)  #ES Diplomatische Geschichte der alten Grafen von Ravensberg.
- (LA)  #ES Codex diplomatum Benthemiensi.
- (LA)  #ES Urkundenbuch für die Geschichte des Niederrheins, Volume 2.

### Letteratura storiografica
- (DE)  #ES Zeitschrift für vaterländische Geschichte und Altertumskunde, Volume 1